# Liste der Naturdenkmale in Newel
Die Liste der Naturdenkmale in Newel nennt die im Gemeindegebiet von Newel ausgewiesenen Naturdenkmale (Stand 3. Juni 2024).

## Naturdenkmale
| Nr.         | Bezeichnung        | Lage                                                                 | Beschreibung                                       | Bild                                    |
| ----------- | ------------------ | -------------------------------------------------------------------- | -------------------------------------------------- | --------------------------------------- |
| ND-7235-421 | Sandsteinfelsen    | Lorich, südlich des Ortes an der K 24; Abteilung Auf der Ritsch Lage | Buntsandsteinfelsenklippe                          | Fotos hochladen                         |
| ND-7235-445 | Drei Edelkastanien | Lorich, unmittelbar östlich des Ortes; Flur Bei der Kirch Lage       | Castanea sativa, drei von ursprünglich fünf Bäumen | Direkt Bild zu diesem Denkmal hochladen |